# Parc de Monrepos
Pour les articles homonymes, voir Mon Repos.
Monrepos (en russe : Монрепо) est un parc de 180 hectares situé sur l'île Tverdych (en finnois : Linnansaari, en suédois : Slottsholmen) dans la baie de Vyborg à environ 2,5 kilomètres du centre de Vyborg, en Russie.

## Histoire
Au début du XVIIIe siècle, le manoir et les terres environnantes sont connus sous le nom de Lill-Ladugård. 
Quand la famille Stoupichine s'y installe en 1750, Piotr Alexeïevitch Stoupichine (1718-1782) appelle le manoir Charlottendahl en l'honneur de son épouse. 
Le manoir et le parc sont pour quelques années la propriété du prince Frédéric-Guillaume de Wurtemberg (1754-1816), gouverneur de Vyborg, qui le renomme Monrepos. 
En 1788, le baron Ludwig Heinrich von Nicolay lui donne son aspect actuel de jardin à l'anglaise. La famille von Nicolay restera propriétaire du manoir jusqu'à la mort de Marie von Nicolay en 1942.
En 1940, la zone est cédée à l'URSS à la fin de la guerre d'hiver selon le traité de Moscou. Les troupes finlandaises reprennent la zone par la guerre de Continuation de 1941, mais doivent se retirer en 1944. Le parc et son manoir ont relativement peu souffert de la guerre. Les Soviétiques renomment le parc Mikhaïl Kalinine.

## Galerie

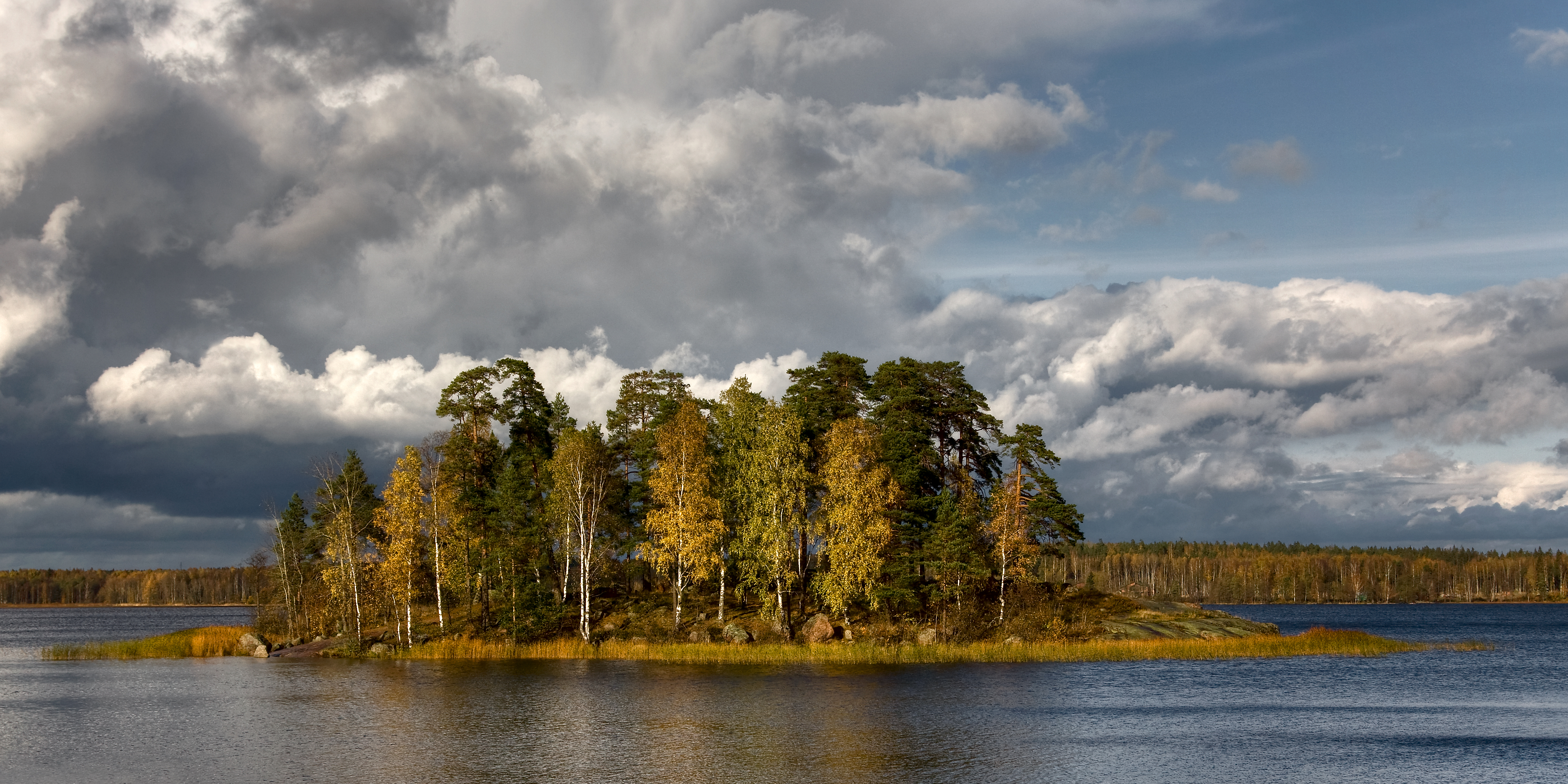
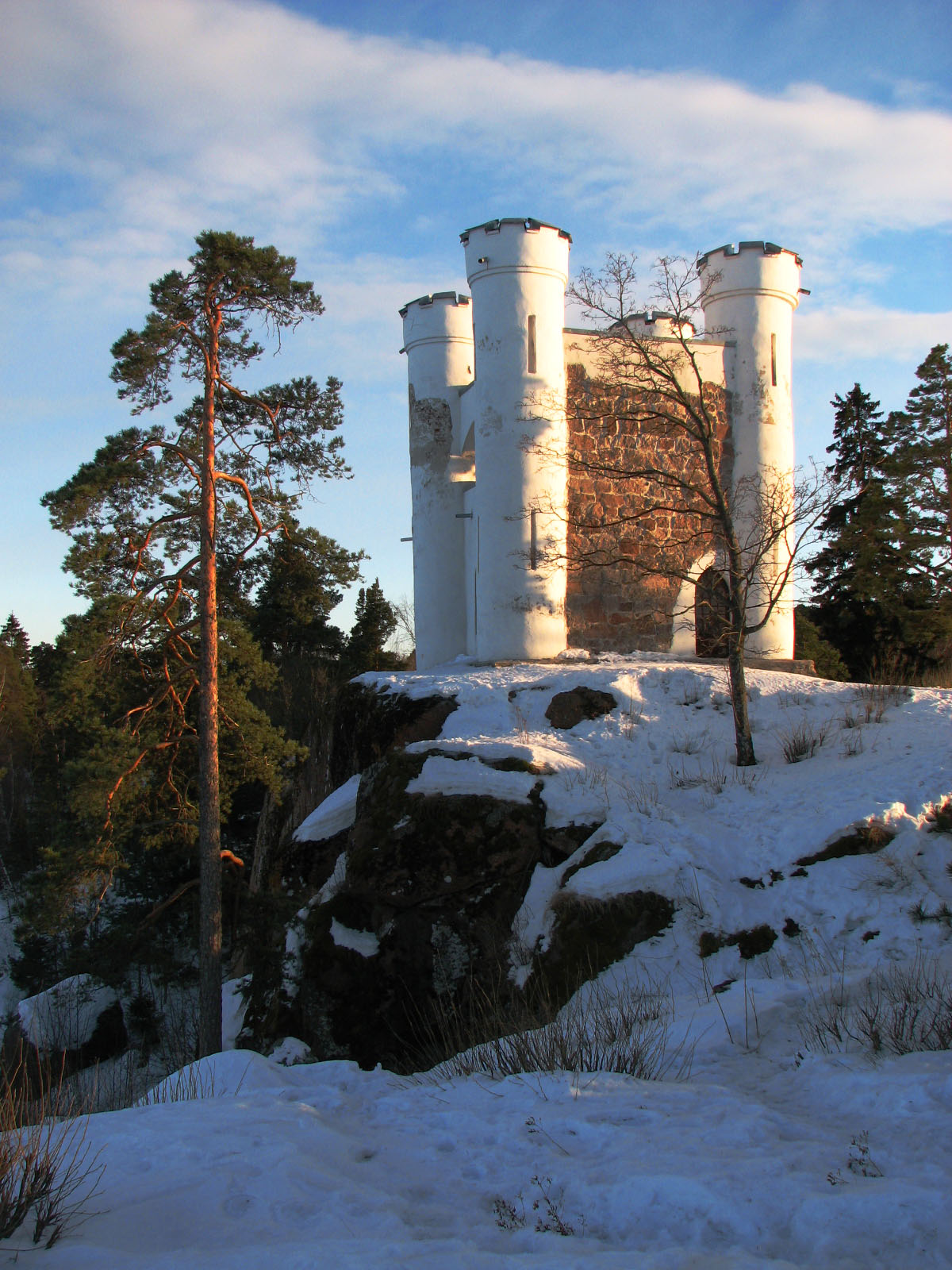
La chapelle de Ludwigsburg.
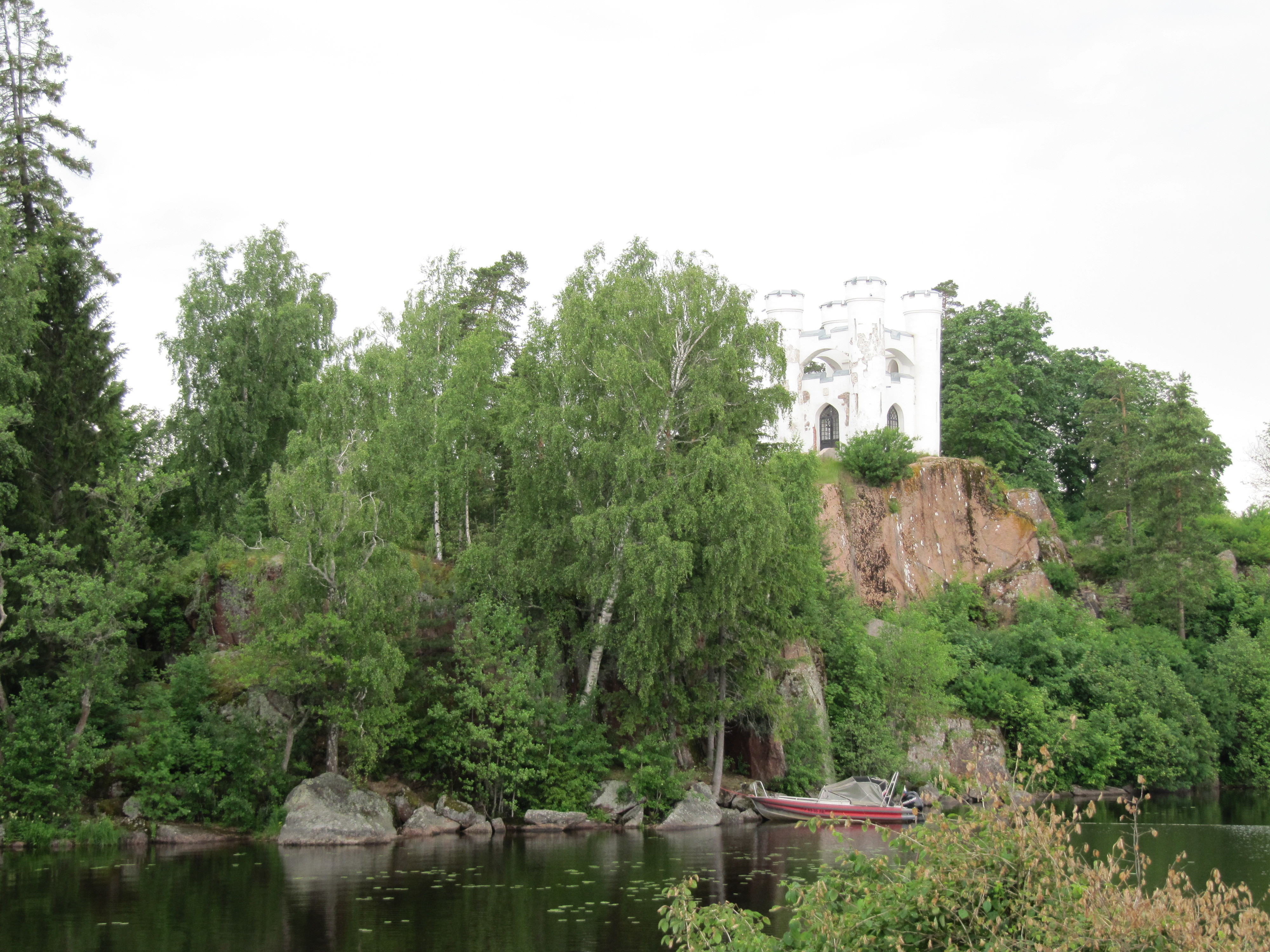
L'île de Ludwigstein.
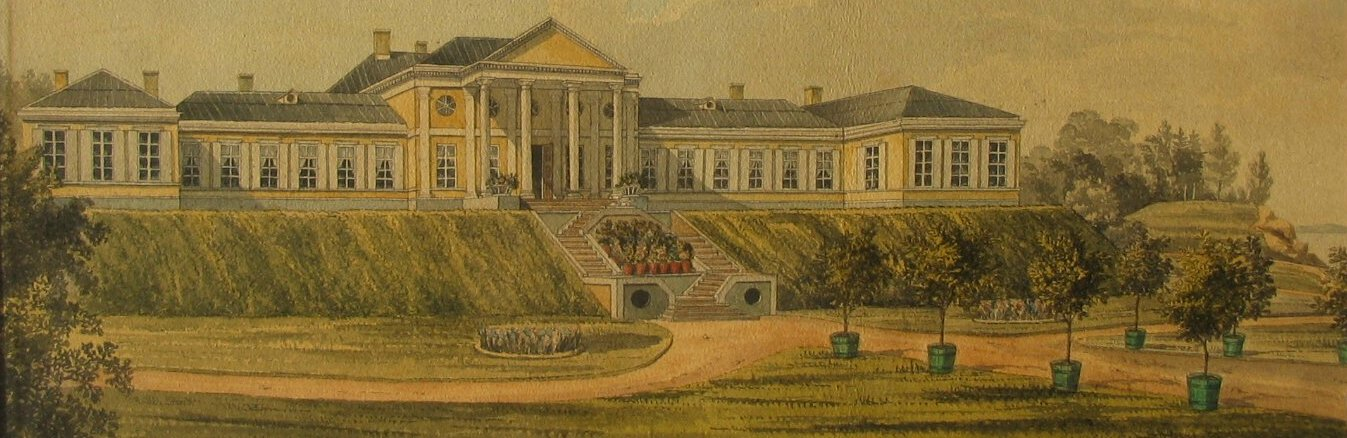
Le manoir en 1830.
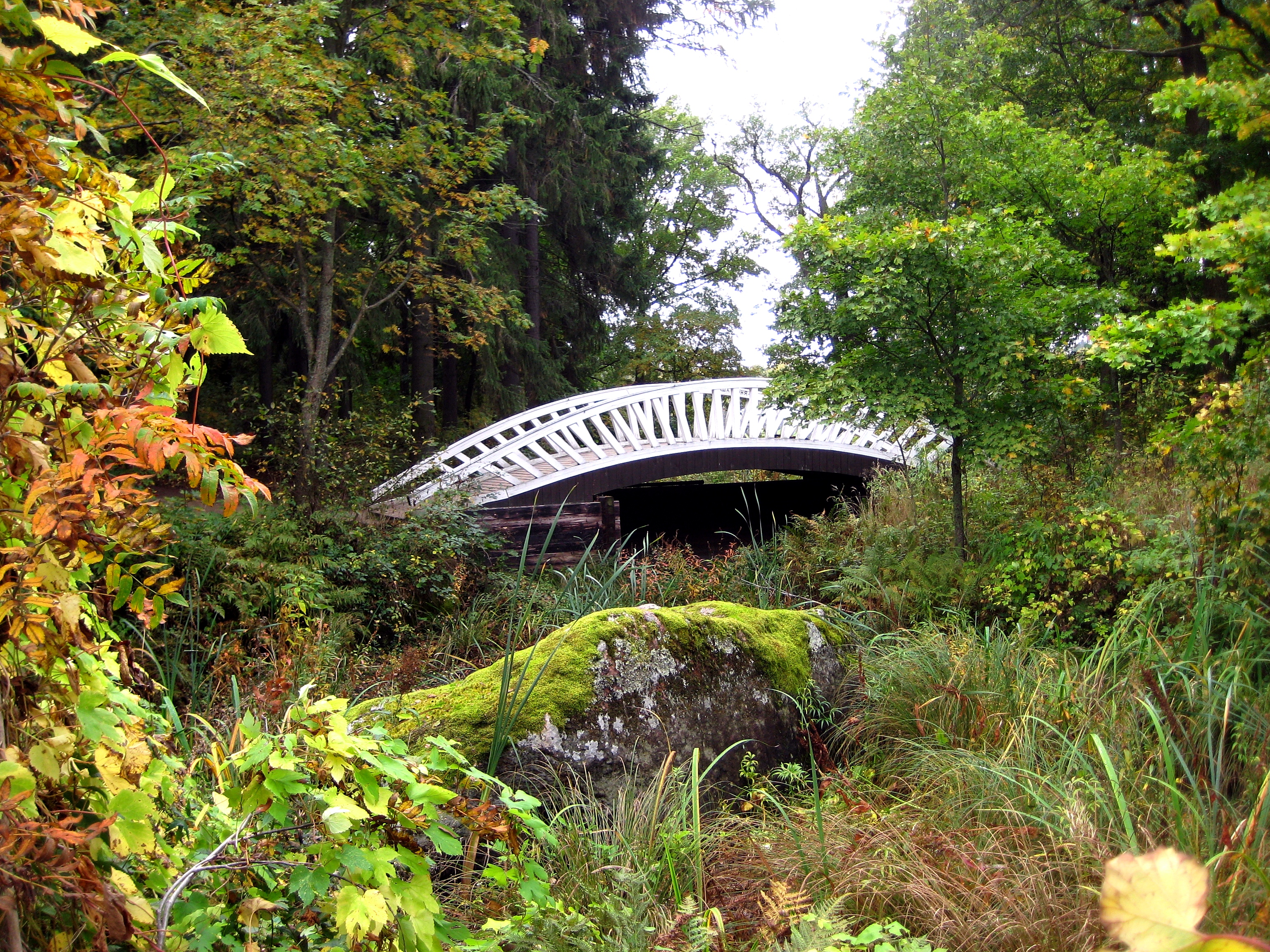
Pont chinois.
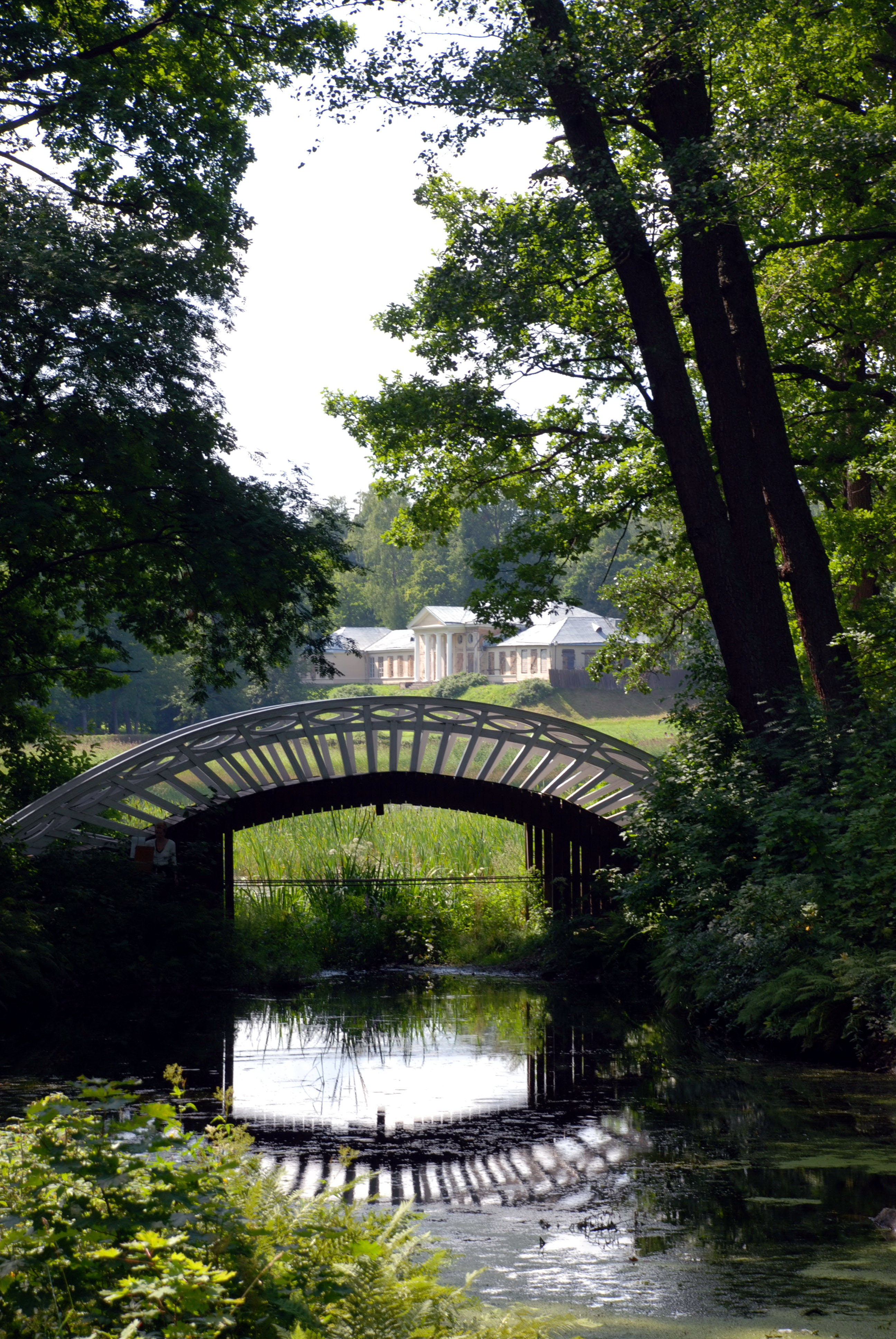
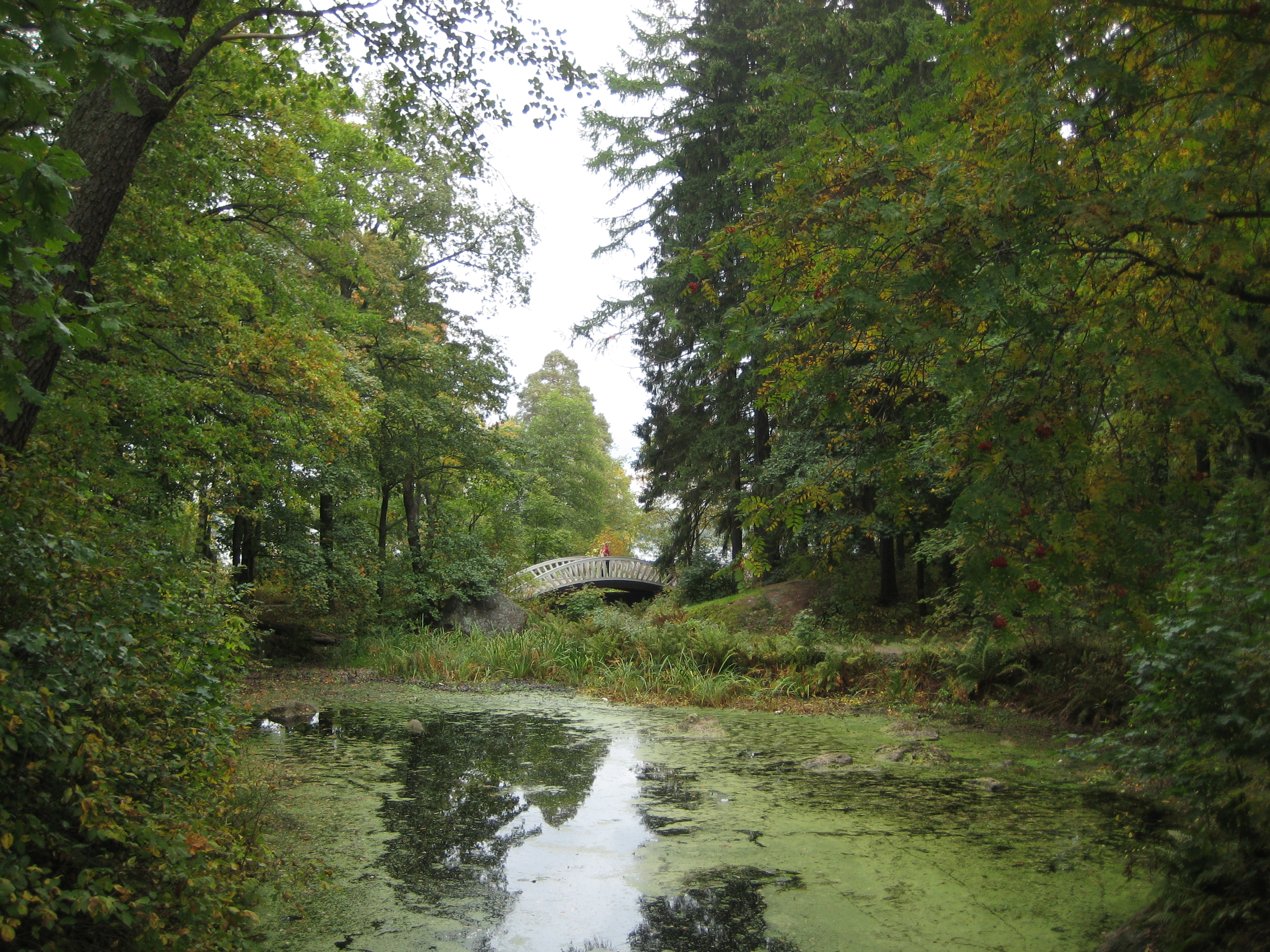
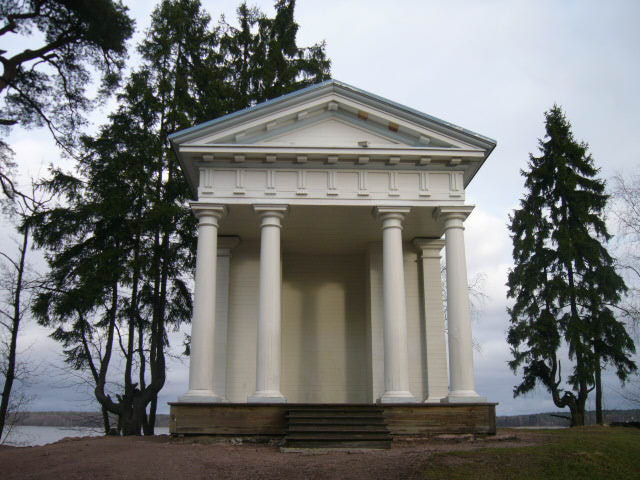
Le temple de Neptune.
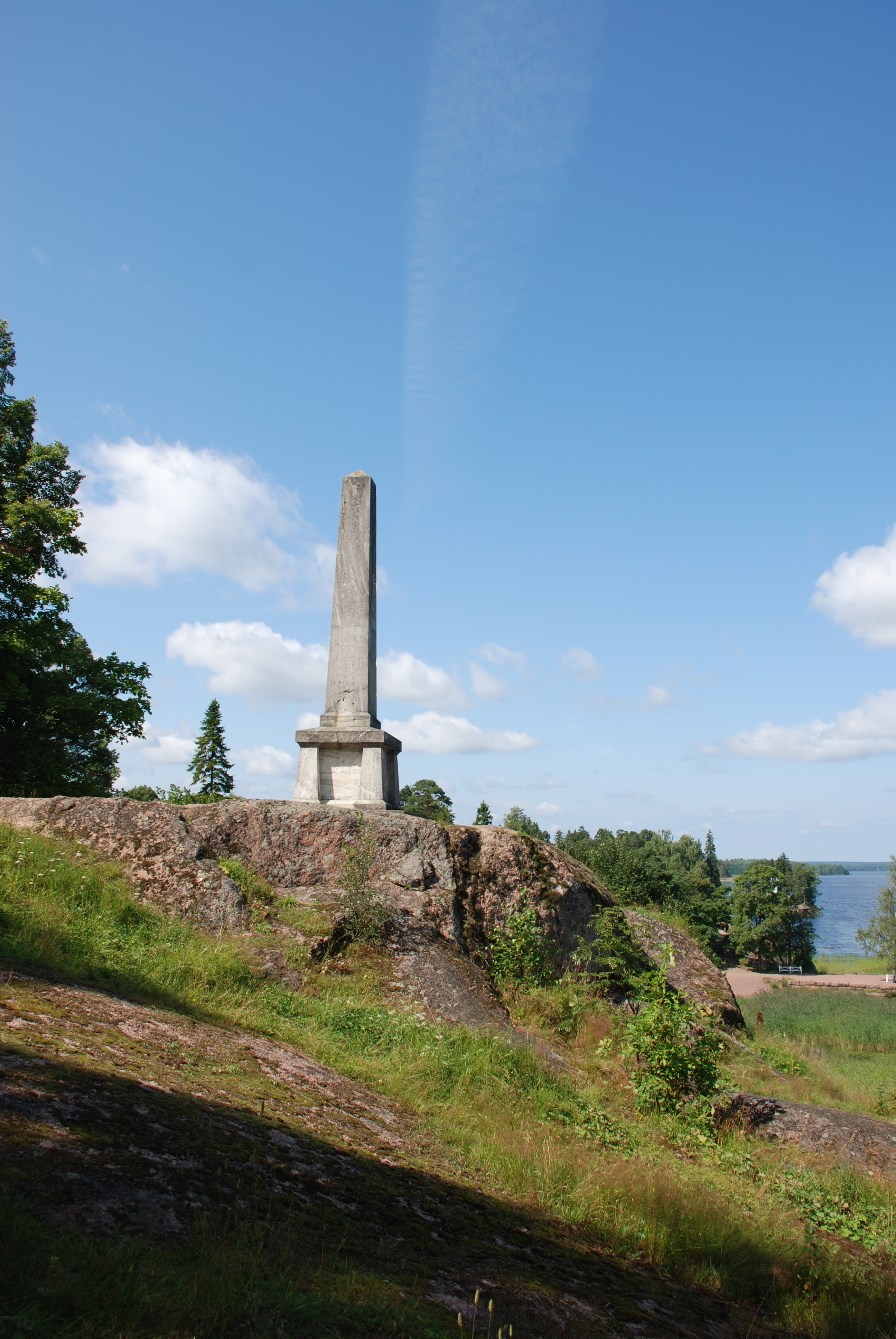
L'obélisque de Broglie.